# O'Brienov trofej
O'Brienov trofej ili O'Brienov kup bila je službena nagrada NHL-a namijenjena:
- prvaku NHA-a (ligaškog „pretka” NHL-a) od 1910. do 1917.,
- prvaku doigravanja NHL-a od 1921. do 1927.,
- prvaku Kanadske divizije NHL-a od 1928. do 1938.,
- poraženom finalistu doigravanja NHL-a od 1939. do 1950.

Pehar se nalazi u Dvorani slavnih od svog „umirovljenja”.

## Popis dobitnika
Kanadski senator Michael O'Brien darovao je pehar novoosnovanoj ligi netom prije početka njene prve sezone u čast svoga sina Ambrosea, vlasnika nekoliko profesionalnih klubova i glavnog pokretača samoga natjecanja. Pehar je izrađen od srebra u vlasništvu obitelji O'Brien, točnije iz njihovih rudnika u ontarijskom Cobaltu.

### Prvaci NHA-a (1910. — 1917.)
O'Brienov trofej uručen je pobjedničkom sastavu svake sezone NHA-a. Pobjednik prvenstva razigravao je s pobjednikom neke konkurentske lige za Stanleyjev kup.
██ Osvajači Stanleyjeva kupa
| Sezona    | Momčad             |
| --------- | ------------------ |
| 1910.     | Montréal Wanderers |
| 1910./11. | Ottawa Senators    |
| 1911./12. | Québec Bulldogs    |
| 1912./13. | Québec Bulldogs    |
| 1913./14. | Toronto Blueshirts |
| 1914./15. | Ottawa Senators    |
| 1915./16. | Montréal Canadiens |
| 1916./17. | Montréal Canadiens |

### Prvaci doigravanja NHL-a (1921. — 1927.)
NHL pokrenut je 1917. kao privremeno natjecanje kojim su nezadovoljni vlasnici NHA-klubova namjeravali prisiliti Eddieja Livingstonea, vlasnika momčadi Toronta, na poslušnost ili barem izbjegavanje sve češćih sukoba. Za vrijeme prvih triju sezona NHL-a, O'Brienov trofej i dalje bijaše namijenjen pobjedniku NHA-a pa je zato u razdoblju 1917. — 1920. pehar ostao u vlasništvu Montréal Canadiensa.
S obzirom na gotovo preslikane propozicije i pravilnike, ali i važnost samog natjecanja, prvak NHL-a razigravao je s predstavnicima konkurentskih liga za Stanleyjev kup. Od sezone 1925./26. Stanleyjev kup de facto postaje vezan isključivo za NHL.
| Sezona    | Momčad                                     |
| --------- | ------------------------------------------ |
| 1917./18. | Toronto Arenas Novi nadimak Blueshirtsa.   |
| 1918./19. | Montréal Canadiens                         |
| 1919./20. | Ottawa Senators                            |
| 1920./21. | Ottawa Senators                            |
| 1921./22. | Toronto St. Patricks Novi nadimak Arenasa. |
| 1922./23. | Ottawa Senators                            |
| 1923./24. | Montréal Canadiens                         |
| 1924./25. | Montréal Canadiens                         |
| 1925./26. | Montréal Maroons                           |
| 1926./27. | Ottawa Senators                            |

### Prvaci Kanadske divizije NHL-a (1928. — 1938.)
Proširenjem NHL-a na dvije divizije u sezoni 1927./28., odlučeno je da pobjedniku Kanadske uruči se O'Brienov trofej, a onom Američke trofej princa Walesa.
| Sezona    | Momčad                                                  |
| --------- | ------------------------------------------------------- |
| 1927./28. | Montréal Canadiens                                      |
| 1928./29. | Montréal Canadiens                                      |
| 1929./30. | Montréal Maroons                                        |
| 1930./31. | Montréal Canadiens                                      |
| 1931./32. | Montréal Canadiens                                      |
| 1932./33. | Toronto Maple Leafs Bivši St. Patricks, odnosno Arenas. |
| 1933./34. | Toronto Maple Leafs                                     |
| 1934./35. | Toronto Maple Leafs                                     |
| 1935./36. | Montréal Maroons                                        |
| 1936./37. | Montréal Canadiens                                      |
| 1937./38. | Toronto Maple Leafs                                     |

### Viceprvaci NHL-a (1939. — 1950.)
Liga se vratila na sustav bez podjela u sezoni 1938./39. pa Stanleyjev kup odlazi prvaku, a O'Brienov poraženom finalistu doigravanja.
| Sezona    | Momčad              |
| --------- | ------------------- |
| 1938./39. | Toronto Maple Leafs |
| 1939./40. | Toronto Maple Leafs |
| 1940./41. | Detroit Red Wings   |
| 1941./42. | Detroit Red Wings   |
| 1942./43. | Boston Bruins       |
| 1943./44. | Chicago Black Hawks |
| 1944./45. | Detroit Red Wings   |
| 1945./46. | Boston Bruins       |
| 1946./47. | Montréal Canadiens  |
| 1947./48. | Detroit Red Wings   |
| 1948./49. | Detroit Red Wings   |
| 1949./50. | New York Rangers    |